# Mistrovství Evropy v plavání v krátkém bazénu 2021
Závody v plavání na mistrovství Evropy v krátkém 25 m bazénu za rok 2021 proběhly v paláci plaveckých sportů v Kazani, Rusko ve dnech 2. až 7. listopadu 2021.

## Česká stopa
Šéftrenér reprezentace: Petr Ryška, koordinátor reprezentace: Jaroslav Strnad, trenéři reprezentace: Petra Škábová (VICTORIA VSC), Dominik Vavřečka (VICTORIA VSC), Jan Kreník (Ústecká APS), Jiří Vlček (KPSP Kometa Brno), Tomáš Baumrt (TJ Slávie Chomutov), Jakub Tesárek (TJ KIN České Budějovice)
- Kristýna Horská (1997), VICTORIA VSC, PK Slávia VŠ Plzeň (tr. Lukáš Luhový) – 200 m prsa, 200 a 400 m polohový závod
- Simona Kubová (1991), VICTORIA VSC, TJ Slávie Chomutov (tr. Tomáš Baumrt) – 50, 100 a 200 m znak
- Barbora Seemanová (2000), VICTORIA VSC, SK Motorlet Praha (tr. Petra Škábová) – 50, 100 a 200 m volný způsob
- Tomáš Franta (1998), VICTORIA VSC, TJ Slávie Chomutov (tr. Jaroslav Jezbera) – 50, 100 a 200 m znak
- Ondřej Gemov (1999), VICTORIA VSC, PK Slávia VŠ Plzeň (tr. Petra Škábová) – 400 m volný způsob, 200 m motýlek
- Sebastian Luňák (2002), VICTORIA VSC, USK Praha (tr. Jaroslava Passerová) – 50, 100 a 200 m motýlek, 400 m polohový závod
- Vojtěch Netrh (2002), VICTORIA VSC, PK Litoměřice – 50, 100 a 200 m prsa
- Jan Šefl (1990), VICTORIA VSC, PK Slávia VŠ Plzeň – 50 a 100 m motýlek, 100 m polohový závod
- Matěj Zábojník (2000), Olymp CSMV, KPSP Kometa Brno (tr. Jiří Vlček) – 50, 100 a 200 m prsa

reference

## Výsledky

### Individuální disciplíny
| Muži                 | Zlato                           | Zlato    | Stříbro                                             | Stříbro  | Bronz                                            | Bronz    |
| -------------------- | ------------------------------- | -------- | --------------------------------------------------- | -------- | ------------------------------------------------ | -------- |
| 50 m volný způsob    | Szebasztián Szabó (HUN)         | 20,72    | Lorenzo Zazzeri (ITA)                               | 20,84    | Paweł Juraszek (POL) Vladimir Morozov (RUS)      | 20,95    |
| 100 m volný způsob   | Kliment Kolesnikov (RUS)        | 45,58    | Alessandro Miressi (ITA)                            | 45,84    | Vladislav Griňov (RUS)                           | 46,06    |
| 200 m volný způsob   | David Popovici (ROU)            | 1:42,12  | Luc Kroon (NED)                                     | 1:42,20  | Stan Pijnenburg (NED)                            | 1:42,51  |
| 400 m volný způsob   | Luc Kroon (NED)                 | 3:38,33  | Matteo Ciampi (ITA)                                 | 3:38,58  | Marco de Tullio (ITA)                            | 3:38,80  |
| 800 m volný způsob   | Gregorio Paltrinieri (ITA)      | 7:27,94  | Florian Wellbrock (GER)                             | 7:27,99  | Sven Schwarz (GER)                               | 7:33,85  |
| 1500 m volný způsob  | Florian Wellbrock (GER)         | 14:09,88 | Gregorio Paltrinieri (ITA)                          | 14:13,07 | Sven Schwarz (GER)                               | 14:26,24 |
| 50 m znak            | Kliment Kolesnikov (RUS)        | 22,47    | Michele Lamberti (ITA)                              | 22,65    | Robert Glință (ROU)                              | 22,74    |
| 100 m znak           | Kliment Kolesnikov (RUS)        | 49,13    | Robert Glință (ROU)                                 | 49,31    | Apostolos Christu (GRE)                          | 49,87    |
| 200 m znak           | Radosław Kawęcki (POL)          | 1:48,46  | Lorenzo Mora (ITA)                                  | 1:49,73  | Michele Lamberti (ITA)                           | 1:50,26  |
| 50 m motýlek         | Szebasztián Szabó (HUN)         | 21,75    | Matteo Rivolta (ITA)                                | 22,14    | Thomas Ceccon (ITA)                              | 22,24    |
| 100 m motýlek        | Szebasztián Szabó (HUN)         | 49,68    | Michele Lamberti (ITA)                              | 49,79    | Jakub Majerski (POL)                             | 49,86    |
| 200 m motýlek        | Alberto Razzetti (ITA)          | 1:50,24  | Kristóf Milák (HUN)                                 | 1:51,11  | Jegor Pavlov (RUS)                               | 1:51,81  |
| 50 m prsa            | Ilja Šymanovič (BLR)            | 25,25    | Emre Sakçı (TUR)                                    | 25,39    | Nicolò Martinenghi (ITA)                         | 25,54    |
| 100 m prsa           | Nicolò Martinenghi (ITA)        | 55,63    | Ilja Šymanovič (BLR)                                | 55,77    | Arno Kamminga (NED)                              | 55,79    |
| 200 m prsa           | Ilja Šymanovič (BLR)            | 2:01,73  | Arno Kamminga (NED)                                 | 2:01,74  | Michail Dorinov (RUS)                            | 2:02,07  |
| 100 m polohový závod | Marco Orsi (ITA)                | 50,95    | Andreas Vazajos (GRE)                               | 51,72    | Bernhard Reitshammer (AUT)                       | 51,91    |
| 200 m polohový závod | Andreas Vazajos (GRE)           | 1:51,70  | Thomas Ceccon (ITA)                                 | 1:52,49  | Alberto Razzetti (ITA)                           | 1:52,75  |
| 400 m polohový závod | Ilja Borodin (RUS)              | 3:58,53  | Alberto Razzetti (ITA)                              | 4:00,34  | Hubert Kós (HUN)                                 | 4:03,16  |
| Ženy                 | Zlato                           | Zlato    | Stříbro                                             | Stříbro  | Bronz                                            | Bronz    |
| 50 m volný způsob    | Sarah Sjöströmová (SWE)         | 23,12    | Katarzyna Wasicková (POL)                           | 23,49    | Marija Kameněvová (RUS)                          | 23,72    |
| 100 m volný způsob   | Sarah Sjöströmová (SWE)         | 51,26    | Katarzyna Wasicková (POL)                           | 51,58    | Marrit Steenbergenová (NED)                      | 51,92    |
| 200 m volný způsob   | Marrit Steenbergenová (NED)     | 1:52,75  | Barbora Seemanová (CZE)                             | 1:53,58  | Katja Fainová (SLO)                              | 1:53,88  |
| 400 m volný způsob   | Anastasija Kirpičnikovová (RUS) | 3:59,18  | Anna Jegorovová (RUS)                               | 4:00,52  | Isabel Goseová (GER)                             | 4:01,37  |
| 800 m volný způsob   | Anastasija Kirpičnikovová (RUS) | 8:04,65  | Simona Quadarellaová (ITA)                          | 8:10,54  | Isabel Goseová (GER)                             | 8:10,60  |
| 1500 m volný způsob  | Anastasija Kirpičnikovová (RUS) | 15:18,30 | Simona Quadarellaová (ITA)                          | 15:34,16 | Martina Caramignoliová (ITA)                     | 15:37,33 |
| 50 m znak            | Kira Toussaintová (NED)         | 25,79    | Analia Pigréeová (FRA)                              | 26,08    | Maaike de Waardová (NED)                         | 26,11    |
| 100 m znak           | Kira Toussaintová (NED)         | 55,76    | Maaike de Waardová (NED)                            | 55,86    | Analia Pigréeová (FRA)                           | 56,40    |
| 200 m znak           | Kira Toussaintová (NED)         | 2:01,26  | Margherita Panzieraová (ITA)                        | 2:02,05  | Lena Grabowská (AUT)                             | 2:04,74  |
| 50 m motýlek         | Sarah Sjöströmová (SWE)         | 24,50    | Maaike de Waardová (NED)                            | 24,97    | Anna Dudunakisová (GRE) Silvia Di Pietrová (ITA) | 25,09    |
| 100 m motýlek        | Sarah Sjöströmová (SWE)         | 55,84    | Anastasija Škurdajová (BLR) Anna Dudunakisová (GRE) | 56,35    | —                                                | —        |
| 200 m motýlek        | Svetlana Čimrovová (RUS)        | 2:04,97  | Helena Bachová (DEN)                                | 2:05,02  | Ilaria Bianchiová (ITA)                          | 2:05,43  |
| 50 m prsa            | Arianna Castiglioniová (ITA)    | 29,66    | Benedetta Pilatová (ITA)                            | 29,75    | Nika Godunová (RUS)                              | 29,85    |
| 100 m prsa           | Martina Carrarová (ITA)         | 1:04,01  | Eneli Jefimovová (EST) Jevgenija Čikunovová (RUS)   | 1:04,25  | —                                                | —        |
| 200 m prsa           | Jevgenija Čikunovová (RUS)      | 2:16,88  | Marija Těmnikovová (RUS)                            | 2:18,45  | Francesca Fangiová (ITA)                         | 2:19,69  |
| 100 m polohový závod | Alicja Tchórzová (POL)          | 57,82    | Marija Kameněvová (RUS)                             | 57,83    | Sarah Sjöströmová (SWE)                          | 58,05    |
| 200 m polohový závod | Anastasija Gorbenková (ISR)     | 2:05,17  | Marija Ugolkovová (SUI)                             | 2:06,41  | Viktorija Güneşová (TUR)                         | 2:07,67  |
| 400 m polohový závod | Viktorija Güneşová (TUR)        | 4:30,45  | Sara Franceschiová (ITA) Anja Crevarová (SRB)       | 4:30,47  | —                                                | —        |

### Štafety
| Muži                  | Zlato | Zlato   | Stříbro | Stříbro | Bronz | Bronz   |
| --------------------- | --- | ------- | --- | ------- | --- | ------- |
| 4×50 m volný způsob   | Nizozemsko (NED) (Jesse Puts, Stan Pijnenburg, Kenzo Simons, Thom de Boer)                                                                                         | 1:22,89 | Itálie (ITA) (Alessandro Miressi, Thomas Ceccon, Lorenzo Zazzeri, Marco Orsi) | 1:22,92 | Rusko (RUS) (Vladimir Morozov, Vladislav Griňov, Jevgenij Rylov, Kliment Kolesnikov)                                                                                           | 1:23,35 |
| 4×50 m polohový závod | Itálie (ITA) (Michele Lamberti, Nicolò Martinenghi, Marco Orsi, Lorenzo Zazzeri, (r)Lorenzo Mora, (r)Federico Poggio, (r)Thomas Ceccon, (r)Leonardo Deplano)       | 1:30,14 | Rusko (RUS) (Kliment Kolesnikov, Oleg Kostin, Vladimir Morozov, Vladislav Griňov, (r)Pavel Samusenko, (r)Danil Semjaninov, (r)Daniil Markov, (r)Sergej Fesikov)                        | 1:30,79 | Nizozemsko (NED) (Stan Pijnenburg, Arno Kamminga, Jesse Puts, Thom de Boer) | 1:32,16 |
| Ženy                  | Zlato | Zlato   | Stříbro | Stříbro | Bronz | Bronz   |
| 4×50 m volný způsob   | Rusko (RUS) (Rozalija Nasretdinovová, Arina Surkovová, Marija Kameněvová, Darija Klepikovová)                                                                      | 1:34,92 | Nizozemsko (NED) (Kim Buschová, Maaike de Waardová, Kira Toussaintová, Valerie van Roonová)                                                                                            | 1:35,47 | Polsko (POL) (Katarzyna Wasicková, Kornelia Fiedkiewiczová, Dominika Sztanderová, Alicja Tchórzová)                                                                            | 1:35,94 |
| 4×50 m polohový závod | Rusko (RUS) (Marija Kameněvová, Nika Godunová, Arina Surkovová, Darija Klepikovová)                                                                                | 1:44,19 | Švédsko (SWE) (Hanna Rosvallová, Emelie Fastová, Sara Juneviková, Sarah Sjöströmová)                                                                                                   | 1:44,32 | Itálie (ITA) (Silvia Scaliaová, Arianna Castiglioniová, Elena Di Liddová, Silvia Di Pietrová)                                                                                  | 1:44,46 |
| Mix                   | Zlato | Zlato   | Stříbro | Stříbro | Bronz | Bronz   |
| 4×50 m volný způsob   | Nizozemsko (NED) (Jesse Puts, Thom de Boer, Maaike de Waardová, Kim Buschová, (r)Kenzo Simons, (r)Stan Pijnenburg, (r)Tamara van Vlietová, (r)Valerie van Roonová) | 1:28,93 | Itálie (ITA) (Alessandro Miressi, Lorenzo Zazzeri, Silvia Di Pietrová, Costanza Cocconcelliová, (r)Leonardo Deplano, (r)Filippo Megli, (r)Chiara Tarantinová)                          | 1:29,40 | Polsko (POL) (Paweł Juraszek, Jakub Majerski, Alicja Tchórzová, Katarzyna Wasicková)                                                                                           | 1:29,46 |
| 4×50 m polohový závod | Nizozemsko (NED) (Kira Toussaintová, Arno Kamminga, Maaike de Waardová, Thom de Boer, (r)Kim Buschová, (r)Jesse Puts)                                              | 1:36,18 | Itálie (ITA) (Michele Lamberti, Nicolò Martinenghi, Elena Di Liddová, Silvia Di Pietrová, (r)Matteo Rivolta, (r)Alessandro Pinzuti, (r)Costanza Cocconcelliová, (r)Chiara Tarantinová) | 1:36,39 | Rusko (RUS) (Kliment Kolesnikov, Oleg Kostin, Arina Surkovová, Marija Kameněvová, (r)Pavel Samusenko, (r)Kirill Strelnikov, (r)Svetlana Čimrovová, (r)Rozalija Nasretdinovová) | 1:36,42 |

## Medailová bilance
V plavání se rozdělilo celkem 42 sad medailí.
| Pořadí | Stát             |       | Muži    | Muži  | Muži  |         | Ženy  | Ženy  | Ženy    |       | Mix   | Mix     | Mix   |  | Muži + Ženy + Mix | Muži + Ženy + Mix | Muži + Ženy + Mix | Celkem |
| Pořadí | Stát             | Zlato | Stříbro | Bronz | Zlato | Stříbro | Bronz | Zlato | Stříbro | Bronz | Zlato | Stříbro | Bronz |  |                   |                   |                   | Celkem |
| ------ | ---------------- | ----- | ------- | ----- | ----- | ------- | ----- | ----- | ------- | ----- | ----- | ------- | ----- |  | ----------------- | ----------------- | ----------------- | ------ |
| 1.     | Rusko (RUS)      |       | 4       | 1     | 5     |         | 7     | 4     | 2       |       | 0     | 0       | 1     |  | 11                | 5                 | 8                 | 24     |
| 2.     | Nizozemsko (NED) |       | 2       | 2     | 3     |         | 4     | 3     | 2       |       | 2     | 0       | 0     |  | 8                 | 5                 | 5                 | 18     |
| 3.     | Itálie (ITA)     |       | 5       | 11    | 5     |         | 2     | 5     | 5       |       | 0     | 2       | 0     |  | 7                 | 18                | 10                | 35     |
| 4.     | Švédsko (SWE)    |       | 0       | 0     | 0     |         | 4     | 1     | 1       |       | 0     | 0       | 0     |  | 4                 | 1                 | 1                 | 6      |
| 5.     | Maďarsko (HUN)   |       | 3       | 1     | 1     |         | 0     | 0     | 0       |       | 0     | 0       | 0     |  | 3                 | 1                 | 1                 | 5      |
| 6.     | Polsko (POL)     |       | 1       | 0     | 2     |         | 1     | 2     | 1       |       | 0     | 0       | 1     |  | 2                 | 2                 | 4                 | 8      |
| 7.     | Bělorusko (BLR)  |       | 2       | 1     | 0     |         | 0     | 1     | 0       |       | 0     | 0       | 0     |  | 2                 | 2                 | 0                 | 4      |
| 8.     | Řecko (GRE)      |       | 1       | 1     | 1     |         | 0     | 1     | 1       |       | 0     | 0       | 0     |  | 1                 | 2                 | 2                 | 5      |
| 9.     | Německo (GER)    |       | 1       | 1     | 2     |         | 0     | 0     | 2       |       | 0     | 0       | 0     |  | 1                 | 1                 | 4                 | 6      |
| 10.    | Rumunsko (ROU)   |       | 1       | 1     | 1     |         | 0     | 0     | 0       |       | 0     | 0       | 0     |  | 1                 | 1                 | 1                 | 3      |
| 10.    | Turecko (TUR)    |       | 0       | 1     | 0     |         | 1     | 0     | 1       |       | 0     | 0       | 0     |  | 1                 | 1                 | 1                 | 3      |
| 12.    | Izrael (ISR)     |       | 0       | 0     | 0     |         | 1     | 0     | 0       |       | 0     | 0       | 0     |  | 1                 | 0                 | 0                 | 1      |
| 13.    | Francie (FRA)    |       | 0       | 0     | 0     |         | 0     | 1     | 1       |       | 0     | 0       | 0     |  | 0                 | 1                 | 1                 | 2      |
| 14.    | Česko (CZE)      |       | 0       | 0     | 0     |         | 0     | 1     | 0       |       | 0     | 0       | 0     |  | 0                 | 1                 | 0                 | 1      |
| 14.    | Srbsko (SRB)     |       | 0       | 0     | 0     |         | 0     | 1     | 0       |       | 0     | 0       | 0     |  | 0                 | 1                 | 0                 | 1      |
| 14.    | Švýcarsko (SUI)  |       | 0       | 0     | 0     |         | 0     | 1     | 0       |       | 0     | 0       | 0     |  | 0                 | 1                 | 0                 | 1      |
| 14.    | Dánsko (DEN)     |       | 0       | 0     | 0     |         | 0     | 1     | 0       |       | 0     | 0       | 0     |  | 0                 | 1                 | 0                 | 1      |
| 14.    | Estonsko (EST)   |       | 0       | 0     | 0     |         | 0     | 1     | 0       |       | 0     | 0       | 0     |  | 0                 | 1                 | 0                 | 1      |
| 19.    | Rakousko (AUT)   |       | 0       | 0     | 1     |         | 0     | 0     | 1       |       | 0     | 0       | 0     |  | 0                 | 0                 | 2                 | 2      |
| 20.    | Slovinsko (SLO)  |       | 0       | 0     | 0     |         | 0     | 0     | 1       |       | 0     | 0       | 0     |  | 0                 | 0                 | 1                 | 1      |
| Celkem | Celkem           |       | 20      | 20    | 21    |         | 20    | 23    | 18      |       | 2     | 2       | 2     |  | 42                | 45                | 41                | 128    |